# 中野将伍
中野 将伍（なかの しょうご、1997年6月11日 - ）は、ジャパンラグビーリーグワン東京サントリーサンゴリアスに所属するラグビー選手。

## プロフィール
- 福岡県出身[1]。
- ポジションはセンター (CTB)。
- 身長 186 cm、体重 100 kg
- ジュニア・ジャパンに選ばれたことがある[2]。
- 7人制ユース日本代表に選ばれたことがある。
- 兄の裕太もラグビー選手[3]（元・釜石シーウェイブス）。
- 日本代表キャップは8。（2025年7月5日現在）

## 略歴
3歳からラグビーを始めた。
2016年、東筑高校卒業後、早稲田大学に入る。なお東筑高校時代、高校日本代表に選ばれたことがある。
2020年1月、サンウルブズの練習生から正スコッドに昇格した。同年、早稲田大学卒業後、サントリーサンゴリアス(現・東京サントリーサンゴリアス)に加入。
2021年2月21日にジャパンラグビートップリーグ第1節三菱重工相模原ダイナボアーズ戦に先発出場で公式戦初出場を果たす。
同年11月14日に行われたリポビタンDツアー2021ポルトガル戦にて先発出場で日本代表デビューし、トライ。初キャップを獲得した。

## テレビ出演
- ミライ☆モンスター（2016年12月4日 - フジテレビ）